# Alicia Beatriz Casullo
Alicia Beatriz Casullo (Buenos Aires, 15 de septiembre de 1940 - ibídem, 15 de abril de 2019) fue una psicoanalista argentina;  miembro fundador y titular en función didáctica de la Sociedad Argentina de Psicoanálisis (SAP), miembro de la Federación Psicoanalítica de América Latina (Fepal) y de la Asociación Psicoanalítica Internacional (IPA).

## Trayectoria
Licenciada en Ciencias de la Educación (UBA, 1963) y en Psicología (UBA, 1970); cursó estudios de posgrado en Psicología clínica (1972-1976) en la Universidad de Belgrano. Fue Jefa de cátedra de Psicología educacional en la Carrera de Ciencias de la Educación en la Facultad de Filosofía y Letras, UBA. Autora del libro "Psicoanálisis y Educación".
Psicoanalista egresada de la Asociación Psicoanalítica Argentina. Miembro fundadora de la Sociedad Argentina de Psicoanálisis donde ocupó distintos cargos: Secretaria del Instituto de Formación, Docente de seminarios y Coordinadora del Área de Publicaciones y Biblioteca, desempeñando el rol de Directora y Editora de la Revista de la SAP en forma destacada. Fue también Presidente de IPSO (International Psychoanalytical Studies Organization) entre 1991 y 1993. 

## Libro
"Psicoanálisis y Educación", Editorial Santillana